# Sinantropia

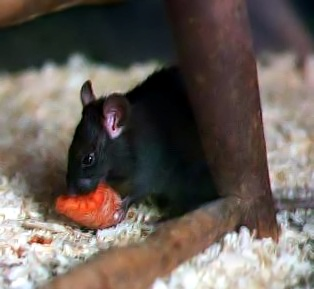
Rato roendo uma cenoura.

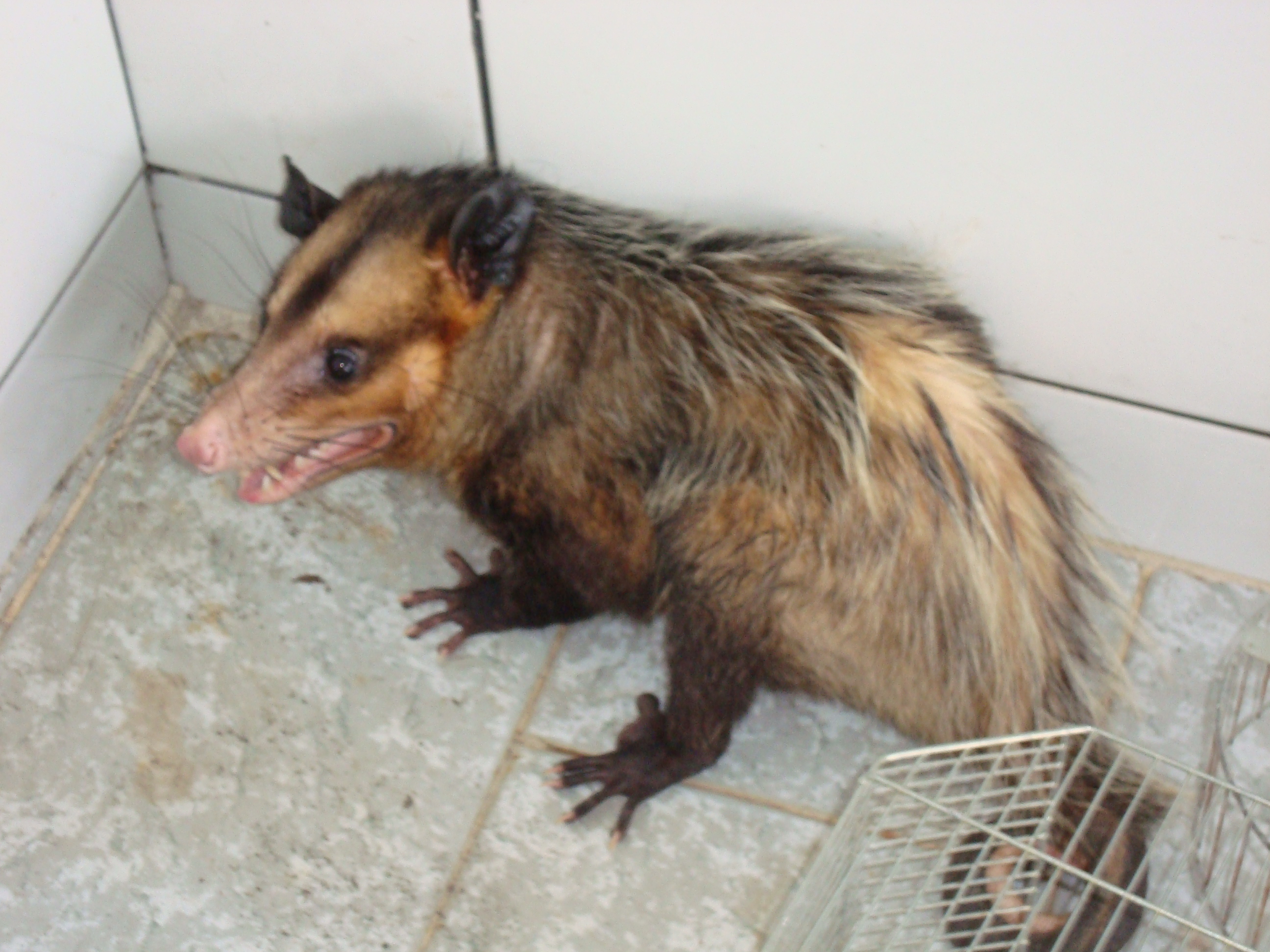
Gambá encontrado na garagem de uma residência.

Sinantropia  (do grego: syn-, "junto" + anthro, "humano") é a designação dada em ecologia à relação de comensalismo estabelecida pelas espécies animais e vegetais que se instalam nos povoamentos humanos beneficiando-se das condições ecológicas criadas pela atividade humana no processo de urbanização, resultando na capacidade dessas espécies de flora e fauna para habitar em ecossistemas urbanos ou antropizados, adaptando-se a essas condições independentemente da vontade do homem.
Nesse contexto, espécies sinantrópicas são aquelas que colonizam habitações humanas e seus arredores retirando vantagens em matéria de abrigo, acesso a alimentos e a água. 
Animais sinantrópicos são muitas vezes confundidos com animais domésticos já que estes também são adaptados a viver em ambientes urbanos, porém existe um fator crucial na diferenciação dessas classificações: a interferência do homem ou não na adaptação das espécies, ou seja, se o homem atuou de forma para que ocorresse uma seleção artificial, ou se essa adaptação ocorreu de forma natural. Exemplos de animais domésticos são o cão (Canis lupus familiaris) e o gato (Felis silvestris catus), considerados "pets" e também existem os animais domésticos com interesse comercial como a vaca holandesa (Bos taurus) e o porco (Sus domesticus).

## Descrição
Estes animais aproximaram-se do homem devido à disponibilidade de alimento e abrigo, servindo-se de frestas em paredes e forros de telhado, ou mesmo objetos empilhados em quintais para se abrigar. A principal diferença entre os sinantrópicos e os animais domésticos (gatos, cães, galinhas, vacas etc.), é que estes são criados em benefício do homem, servindo como companhia, produção de alimentos, entre outros. Já os sinantrópicos são geralmente indesejáveis, por poderem transmitir doenças, inutilizar ou destruir alimentos, ou sujar as residências. Entre eles estão ratos, pombos, baratas, mosquitos, entre outros.
Os animais sinantrópicos, como todo ser vivo, necessitam de três fatores para sua sobrevivência: água, alimento e abrigo. Alguns animais, como o morcego, que são grandes polinizadores naturais, podem adquirir a condição de sinantrópico, utilizando telhados e cantos escuros das casas como abrigo, quando seus ambientes naturais são destruídos. Assim como os demais mamíferos, podem ser transmissores do vírus da raiva, e apesar de existirem poucas espécies de morcego hematófagas, deve-se evitar a manipulação direta destes animais, já que todos podem morder se assustados.
Serpentes, aranhas, escorpiões e outros também acabam se aproximando das casas quando se roçam quintais ou se derrubam matinhas/matagais para a construção de estacionamentos, por exemplo, mas é importante lembrar que os humanos é que estão de fato se aproximando das "casas" destes animais. 
Outros exemplos de animais que podem se tornar sinantrópicos são: mosca, pulga, carrapato, formiga, taturana, abelha, vespa e gambá.

## Classificação
- As espécies que exibem comportamento sinantrópico são em geral divididas em duas grandes categorias de sinantropia:

1. Eussinantropia (ou sinantropia obrigatória) — considera-se que uma espécie é eussinantrópica quando a sua ocorrência e reprodução estão limitadas, pelo menos dentro de uma determinada região climática, à sua associação com os seres humanos. Na Europa esta categoria aplica-se, por exemplo ao gorgulho Stegobium paniceum ou à aranha orbicular Steatoda grossa. Os animais eussinantrópicos podem ser considerados:
  - Exófilos - permanecem do lado externo das residências;
  - Endófilos - visitam regularmente as residências.
2. Hemissinantropia (ou sinantropia facultativa) —  as espécies hemissinantrópicas são encontrado preferencialmente associadas à presença humana, onde as estas espécies encontram as condições de vida ideais, mas ocorrem em menor grau fora dos povoamentos humanos, como por exemplo em ambientes rurais.

Os animais que possuem pouca ou nenhuma afinidade com ambientes habitados são chamados de Assinantropicos.

## Índices de Sinantropia
O índice de sinantropia foi um cálculo sugerido por Nuorteva, em 1963, na Finlândia que determina que o grau de comportamento sinantrópico que uma espécie apresenta. Neste índice considera-se a região preferida da espécie analisada, e seu comportamento alimentar e reprodutor. 
A fórmula utilizada para a determinação do índice é: IS=(2a+b–2c)/2.
O grau de sinantropia seguindo esse índice pode variar de +100 a -100 e é distribuído de forma linear, conforme observamos na tabela:
| Índices de Sinantropia                                                                                               | Valores Limites                | Classificação      |
| --- | ------------------------------ | ------------------ |
| Alta preferência por áreas densamente habitadas Alta preferência por áreas habitadas Preferência por áreas habitadas | +100 a +90 +90 a +65 +65 a +20 | Sinantrópicos      |
| Independência por áreas habitadas                                                                                    | +20 a 0                        | Hemissinantrópicos |
| Preferência por áreas desabitadas Aversão a áreas habitadas                                                          | 0 a -40 -40 a -100             | Assinantrópica     |

Modelo de tabela retirada da tese de doutorado em biologia animal:  "Identificação, sinantropia e análise mocrobiológica." 2013. 234 f.

## Animais Sinantrópicos Transmissores de Doenças
Muitos desses animais são considerados pragas urbanas e estão diretamente relacionados a algumas doenças bem características, alguns deles são muito bem adaptados, como por exemplo o Rattus norvegicus (Ratazana) que pode transmitir a leptospirose, a Columba livia (Pomba) que é a principal transmissora da criptococose e o Aedes aegypti transmissor da dengue.

## Controle
O controle desses animais com o intuito de diminuir doenças pode ser feito de três formas:
1. Físico - ratoeiras e repelentes.
2. Químico - inseticidas.
3. Biológico - predadores, larvicidas e reprodução controlada.

Algumas medidas preventivas podem evitar a infestação desses animais, são elas:
- Manter lixos em sacos plásticos bem fechados;
- Guardar alimentos em recipientes com tampas;
- Não deixar restos de alimentos expostos;
- Manter o ambiente limpo e bem higienizado;
- Colocar telas e barreiras que impeçam a entrada dos animais;
- Vedar rachaduras e vãos;
- Não deixar água parada;

Para proceder a remoção de animais sinantrópicos como serpentes, gambás e morcegos das residências, deve-se entrar em contato com o Corpo de Bombeiros, Polícia Florestal, IBAMA ou órgão estadual/municipal responsável pela fauna. Atitudes como manter em cativeiro sem autorização do órgão competente, matar, mutilar ou maltratar qualquer animal da fauna silvestre é crime previsto em Lei (Lei 9.605/98).

## Literatura
- Herbert Sukopp & Rüdiger Wittig (Hrsg.): Stadtökologie. 2. Aufl. G. Fischer; Stuttgart, Jena, Lübeck, Ulm; 1998: S. 276 ff. ISBN 3-437-26000-6
- D’ALMEIDA, José M. Sinantropia em dípteros caliptratos na área metropolitana do Rio de Janeiro. 1983. 193 f. Dissertação (Mestrado em Ciências) - Área de Parasitologia Veterinária, Universidade Federal Rural do Rio de Janeiro. Rio de Janeiro, 1983. Disponível em <http://r1.ufrrj.br/wp/ppgcv/wp-content/themes/PPGCV/pdf/R050.pdf>. Acesso em 07 de outubro de 2015.
- KOSMANN, Cecilia. Calliphoridae (diptera): identificação, sinantropia e análise mocrobiológica. 2013. 234 f. Tese (Doutorado em Biologia Animal) - Instituto de Ciências Biológicas, Universidade de Brasília, Brasília, 2013. Disponível em <http://repositorio.unb.br/handle/10482/13576>. Acesso em 07 de outubro de 2015.

- ROCHA E SILVA, Roberta. O pombo (Columba livia) como agente carreador de Salmonella spp. e as implicações em saúde pública. Instituto de Biologia, São Paulo, 2013. Disponível em <http://www.scielo.br/pdf/aib/v81n2/1808-1657-aib-81-02-00189.pdf>. Acesso em  27 de outubro de 2015.
- TUNES, Suzel.  Mosquitos: o perigo avança. Revista Pesquisa Fapesp, Ed. 64,  2001. Disponível em <http://revistapesquisa.fapesp.br/2001/05/01/mosquitos-o-perigo-avanca/>.  Acesso em 27 de outubro de 2015.
- MELO, Celine. Columba livia e Pitangus sulphuratus como indicadoras de qualidade ambiental em área urbana. Revista Brasileira de Ornitologia, 2008. Uberlândia, MG. Disponível em <http://www4.museu-goeldi.br/revistabrornito/revista/index.php/BJO/article/viewFile/3306/pdf_531>. Acesso em 27 de outubro de 2015.